# Aubrey Sinclair
Aubrey Sinclair (Las Vegas, Nevada; 26 de diciembre de 1997) es una actriz pornográfica y modelo erótica estadounidense.

## Biografía
Nació y se crio en la ciudad de Las Vegas, en Nevada. A los 18 años sufrió un accidente automovilístico. Durante esa etapa, comenzó a trabajar como recepcionista y posterior usuaria de contenidos en una compañía que subía contenido erótico amateur y de webca. Fue a través de su amiga, la actriz porno Darcie Dolce como entró en la industria, después de contactarla con la agencia de modelos LA Direct Models en Los Ángeles Debutó como actriz pornográfica a finales de 2016, cumplidos los 19 años.
Como actriz ha trabajado para productoras como Reality Kings, Bangbros, Naughty America, Girlsway, Pure Taboo, Digital Sin, Girlfriends Films, Wicked Pictures, Digital Playground, New Sensations, Brazzers o Jules Jordan Video, entre otras.
En febrero de 2018 realizó su primera escena de sexo anal para un vídeo web de la productora Jules Jordan Video. Ese mismo mes fue proclamada "Embajadora del mes" por la revista erótica Bang!.
Ha rodado más de 150 películas como actriz.
Algunos trabajos de su filmografía son 18 and Slutty, Biology Exam, Doctor's Orders, Frisky Freshmen, Lesbian XXX Games 2, Mandingo Massacre 13, MILF Money, Pure Sexual Attraction 6, Rental, Schoolgrlz 2 
o Tiny Spinners.

## Premios y nominaciones
| Año  | Ceremonia         | Resultado | Premio                        | Trabajo |
| ---- | ----------------- | --------- | ----------------------------- | ------- |
| 2018 | Spank Bank Awards | Nominada  | POV Perfectionist of the Year | —       |
| 2018 | Spank Bank Awards | Nominada  | Threesome Savant of the Year  | —       |
| 2019 | Premios AVN       | Nominada  | Mejor actriz en mediometraje  | Rental  |